# Willy Huber
Wilhelm Huber dit Willy Huber (né le 17 décembre 1913 à Zurich et mort à une date inconnue) était un joueur et entraîneur de football suisse.

## Biographie
Willy le Zurichois passe toute sa carrière dans des clubs de sa ville natale, et effectue la majeure partie de sa carrière aux Grasshopper Club Zurich.
Avec la Nati, il participe à deux coupes du monde, la coupe du monde 1934 en Italie et la coupe du monde 1938 en France.